# یوگنیا دوبروولسکایا
یوگنیا دوبروولسکایا (به روسی: Евге́ния Влади́мировна Доброво́льская؛ ۲۶ دسامبر ۱۹۶۴ – ۱۰ ژانویهٔ ۲۰۲۵) بازیگر تئاتر و سینما اهل اتحاد جماهیر شوروی بود.